# Bjursele
Bjursele är en by i Norsjö kommun i Västerbottens län. Byn ligger bredvid sjön Bjurselet, 13 km öster om Norsjö samhälle.

## Historia
Soldaten Lars Larsson Knipa (1743-1804) från rotet 83 Knipa i Ersmark, Skellefteå socken och född i Kusmark, Kågedalen, begärde den 13 september 1777 hos landshövdingen att få inrätta ett nybygge i Bjursele. Den 20 september bestämdes att det skulle hållas en syn på området. Lars Larsson gjorde anspråk på ängar som man i Pjäsörn tidigare gjort anspråk på. Det gällde ängar på ömse sidor om Bjurmyrbäcken, på ömse sidor om Bjurselet samt fräkenskörden i Björnträsket och Näverkåtaträsket. Ängarna gav tillsammans 16 skrindor hö. Pjäsörn gick inte emot Lars Larsson Knipas utsyning, även om inte någon syn ännu hade hållits. Därmed var Bjursele grundat och Knipas träbyggnad där en sida utgjordes av en bergvägg var den första bosättningen på platsen. Idag står en samlingslokal med tillhörande bagarstuga i byn - Kniiplogen, döpt efter byns grundare (om än med mer dialektalt färgad stavning).  
Byns äldsta bevarade hus är från 1782. 

### Namnet Bjursell
Lars Larsson Knipa hade tre barn: Catharina Larsdotter, (1778-1778), Jakob Larsson (1779-1862) samt Lars Larsson-Bjursell (1782-1859). Sistnämnde var den förste att använda ortsnamnet som efternamn. Denne Larsson-Bjursell fick i sin tur fyra barn, varav en gavs samma namn som fadern: Lars Larsson Bjursell (1810-1899).  Larsson Bjursell gifte sig 1832 med Chatarina Olofsdotter (1801-1855) och en av deras söner gavs också han namnet Lars. Denne Lars, som var den siste att använda det dubbla efternamnet Larsson-Bjursell (1843-1887), gifte sig 1865 med Maria Magdalena Persdotter (1840-1915). Tillsammans fick Lars och Maria Magdalena åtta barn, vilka blev de första att använda efternamnet Bjursell utan tillägg av Larsson. Släkten Bjursell lever ännu kvar i Norsjö kommun.

### Kulturmiljö
Odlingslandskapet är representativt för inlandets lidbebyggelse, samtidigt som det representerar den omfattande myrodlingsverksamheten i länet. 
Stenvalvsbron på länsväg AC 791 över Bjurselebäcken byggdes 1924 av Oskar Finnberg, Norsjö, är utpekad som kulturhistoriskt värdefull.
I Bjursele framodlades, runt förra sekelskiftet, Bjurseleklövern.
Kortfilmen "Bröder i midnattssol" med Lennart Jähkel och Jacob Nordenson spelades 2015 in i Bjursele.

## Personer från orten
- Författaren Stieg Larsson bodde i sin ungdom i byn, och beskrev Bjursele i sin roman Män som hatar kvinnor som "i det närmaste en reklamaffisch för västerbottnisk landsbygd".[6]
- Musikern Björn Yttling är uppvuxen i Måggliden nära Bjursele, och på LP:n Seaside Rock finns spåret Next Stop Bjursele, där det beskrivs hur en Roland D-50 hade kunnat hindra en postbuss från att köra i ån i Bjursele.[7]
- Sångaren Tommy Körberg var som spädbarn fosterbarn i byn.